# Pazufloxacin
Pazufloxacin (INN) là một loại thuốc kháng sinh fluoroquinolone. Nó được bán ở Nhật Bản dưới tên thương hiệu Pasil và Pazucross.